# Ferdinand Johannes Wit von Dörring

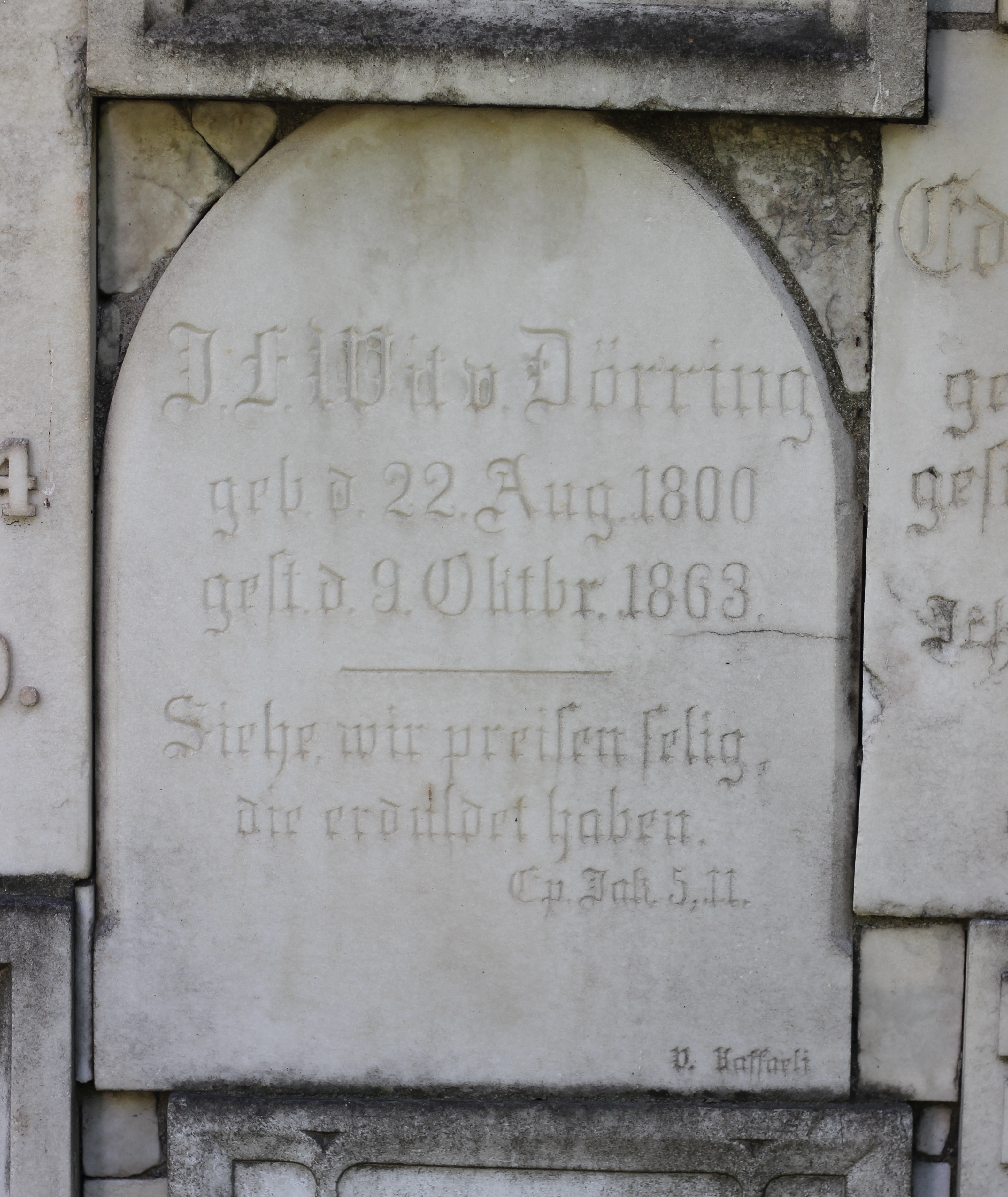
Grabstein von Ferdinand Johannes Wit von Dörring

Ferdinand Johannes Wit von Dörring (* 22. August 1799 in Hamburg; † 9. Oktober 1863 in Meran) war ein deutsch-dänischer Schriftsteller, Journalist und Politiker.

## Leben

### Familie
Ferdinand Johannes Wit von Dörring wurde als Sohn des aus Holland stammenden Pferdehändlers Jacob Wit und dessen Ehefrau Johanne Ferdinande, geb. Eckstein, gebürtig aus Kopenhagen, geboren. Der Wohnort der Familie war zwar in Eimsbüttel bei Pinneberg. Weil der Wohnort auf dänischem Staatsgebiet lag, wurde Wit von Dörring jedoch in Hamburg geboren, um der dänischen Militärpflicht vorzubeugen. Als geborener Däne galt nur, wer in Dänemark geboren oder von dänischen Eltern außerhalb des Landes geboren wurde. Gemäß dem Taufbuch der St. Johanniskirche in Eppendorf wurde er 1799 geboren und nicht 1800, wie häufig in der Literatur erwähnt. Seine Mutter, eine Schwester des Baron Ferdinand von Eckstein, ließ sich kurz nach der Geburt ihres Sohnes von Jacob Wit scheiden und heiratete den dänischen Major und Kammerherrn von Dörring, nahm jedoch das Kind nicht mit in die Ehe. 
In jungen Jahren benannte er sich bereits nach seinem Stiefvater als „Wit genannt von Dörring“; am 7. September 1830 erhielt er mit einem königlich dänischem Diplom die Erlaubnis zur Führung dieses Namens.

### Schule und Studium
Seine ersten sieben Lebensjahre verbrachte er in Altona bei der Familie seines Cousins Ferdinand Teuffer und die darauffolgenden zwei Jahre bei einem Pfarrer in Plön. Vom neunten bis zum zwölften Lebensjahr wurde er auf der dänischen Insel Alsen vom Pfarrer Meier unterrichtet. Sein nächster Lehrer war in Bernstofsminde bei Brahetrolleborg im Schullehrerseminar. Nach dem Tod seines Stiefvaters kehrte er noch einmal kurz nach Plön zurück und besuchte dann von 1815 bis 1817 das Christianeum in Altona sowie das Johanneum in Hamburg.
Er begann im Herbst 1817 ein Studium der Rechtswissenschaften und der Philologie an der Universität Kiel. Weil er sich mehrfach duellierte und deswegen mit einer Karzerstrafe belegt wurde, musste er das Semester vorzeitig beenden.
Beeinflusst von den Berichten zum Jenaer Burschenleben und von der Feier des Wartburgfestes 1817, an dem auch Kieler Studenten wie August Daniel von Binzer teilnahmen, führten dazu, dass er sich am 6. April 1818 an der Universität Jena zum Diplomatik-Studium immatrikulieren ließ. Im Sommersemester 1818 wurde er Mitglied der Urburschenschaft, die sich erst ein Jahr davor gegründet hatte. Gemeinsam mit Karl Ludwig Sand, der am 23. März 1819 August von Kotzebue ermorden wird, gehörte er bereits sehr früh zu dem von Robert Wesselhöft gegründeten politisch aktiven „engeren Verein“ der Jenaischen Burschenschaft, der den inneren Zirkel bildete. In den Pfingstferien 1818 lernte er in Gießen den Privatdozenten Karl Follen kennen, der das Haupt des radikalen Flügels der Burschenschaft war. Dieser Flügel wurde auch als „Gießener Schwarze“ bezeichnet oder auch die „Unbedingten“, die einen deutsch-christlichen Einheitsstaat, Volksherrschaft und eine republikanisch-demokratische Verfassung forderten und in ihrem Idealismus auch den Opfertod und die Ermordung politischer Gegner nicht ausschloss. Karl Follen war auch Mitgründer des geheimen radikalen „Jünglingsbundes“, dem Ferdinand Johannes Wit von Dörring frühzeitig beitrat.
Nach seiner Rückkehr aus Gießen schloss er sich im Sommer 1818 einem, wahrscheinlich von Robert Wesselhöft und August Daniel von Binzer gegründeten und in der „Grünen Tanne“ tagenden, „Wissenschaftlichen Verein“ an. Weitere Mitglieder waren Uwe Jens Lornsen, Heinrich Leo, Karl Ludwig Sand und Heinrich von Gagern. Dieser kleine Kreis von Burschenschaftern traf sich vierzehntäglich, um Vorträge u. a. von Jakob Friedrich Fries und Karl Follen zu hören und zu diskutieren.

### Aufenthalt in Paris (1818)
Im August 1818 musste er Jena verlassen, weil er auf dem Weg nach Gießen in Fulda Offiziere des Regimentes „Landgraf Karl“ wegen ihrer Zöpfe verspottet hatte und mit ihnen in Streit geraten war. Dies hatte eine Verbannung aus der Stadt Fulda, die ihm auch 1831 noch angelastet wurde, zur Folge. So machte er sich, teils zu Fuß und teils mit der Postkutsche über Heidelberg, Frankfurt, Mainz und Metz auf dem Weg nach Paris. Dort suchte er seinen Onkel Baron Ferdinand von Eckstein auf, der Generalinspektor der Pariser Polizei war und mit dem damaligen französischen Justizminister Hercule Comte de Serre befreundet war.
Vermutlich hatte Karl Follen ihn auf die damalige Stimmung und Stellung der politischen Parteien in Frankreich aufmerksam gemacht. So sollte Ferdinand Johannes Wit von Dörring für die „Unbedingten“ erkunden, ob die französischen Revolutionäre zum Umsturz bereit wären. Aufgrund seiner Kontakte zu einflussreichen Kreisen wurde er nun häufig in die verschiedenen Pariser Salons eingeladen, kam mit den Vertretern der verschiedenen Parteien in Kontakt und erfuhr hierbei auch von deren Plänen. Seine gewonnenen Kenntnisse teilte er seinem Onkel, dem Baron von Eckstein, und dem Justizminister de Serre mit. Dabei ging er jedoch nicht diplomatisch und ehrlich vor, sondern wollte vielmehr sein bereits ausgeprägtes Selbstbewusstsein weiter stärken. In seinen späteren Aufzeichnungen verurteilte er sein damaliges Verhalten.
Er kam auch mit dem Bischof Henri Grégoire und anderen französischen Liberalen in Kontakt. Allerdings missfielen seinem Onkel Baron von Eckstein diese liberalen Kontakte, und er befürchtete für sich selbst politische Nachteile. Er gab seinem Neffen ausreichend finanzielle Mittel, damit dieser die Rückreise nach Jena antreten konnte.

### Rückkehr nach Jena
Nach seiner Ankunft in Jena wohnte er mit Karl Follen zusammen, der im Oktober 1818 als Privatdozent an die Universität Jena gekommen war. 
Weil durch das Erscheinen Karl Follens die Stimmung in Jena eskalierte, kam es am 15. Dezember 1818 zu einer Beschädigung des Triumphbogens, den der Wirt des Burgkeller zu Ehren der Zarentochter und Großherzogin Maria Pawlowna errichtet hatte, die zu Besuch in Jena weilte. Der Triumphbogen war durch Karl Ludwig Sand und Graf Dieterich von Bocholtz eingerissen worden. Dazu erschien auch noch eine aufreizende Schrift Ein teutsches Wort zur Feier des Blücherfestes.
Ferdinand Johannes Wit von Dörring beschuldigte sich selbst beim Universitäts-Syndicus Ludwig Christoph Ferdinand Asverus (1760–1830), den Triumphbogen zerstört zu haben. Zudem geriet er in Verdacht, beim Druck und der Verteilung der obigen Schrift beteiligt gewesen zu sein. Hierauf erbat er die Erlaubnis zur Abreise, um so auch der drohenden Relegation zu entgehen. Er erhielt Ende Dezember 1818 vom Prorektor die Erlaubnis hierzu und so verließ er Jena Ende Dezember und fuhr nach Altona.
Im Sommersemester 1819 versuchte Ferdinand Johannes Wit von Dörring vergeblich die radikalen Ideen von Karl Follen in Kiel zu verbreiten. Nach der Ermordung Kotzebues wurde Karl Follen als geistiger Anstifter verhaftet, Ferdinand Johannes Wit von Dörring versuchte diesen zu entlasten, indem er sich in einem Brief vom 26. Oktober 1819 aus Hamburg an den Staatsminister Wilhelm von Humboldt als den Verfasser und Verbreiter von Karl Follens revolutionärem „Großem Lied“ mit der Aufforderung zur Ermordung der fürstlichen deutschen Tyrannen, bezichtigte. Als Freund und „Unbedingter“ hielt er es für seine Pflicht, Karl Follen zu schützen, auch wenn ihm daraus selbst Nachteile entstanden.

### Flucht nach London
Ende Oktober 1819 floh er nach London, weil er als Freund von Karl Ludwig Sand und Karl Follen seine Verhaftung fürchtete. Nach seiner Ankunft in London trat er als führender Repräsentant der deutschen Revolutionäre auf. Er schrieb in englischen und französischen Zeitungen Artikel gegen die deutschen Regierung. Er erhielt auch Kontakte zu einflussreichen Persönlichkeiten, wie etwa Henry Brougham und Jeremy Bentham sowie zu Mitgliedern der Regierungspartei, den sogenannten „Ministeriellen“, bei denen er sich als Führer oder Mitwisser der deutschen Revolutionäre ausgab. Er glaubte daran, durch seine „Diplomatie“ eines Paktierens zwischen den Parteien, Liberalen und Ultras, vermitteln zu können. Die englische Regierung ließ ihn aufgrund seiner Kontakte zur Opposition polizeilich überwachen und auch die preußische Regierung, auf seine Aufsätze aufmerksam geworden, beauftragte ihren Geschäftsführer in London dagegen einzuschreiten. Ende Januar 1820 wurde Ferdinand Johannes Wit von Dörring von der englischen Regierung des Landes verwiesen. Er kehrte zu seinem Onkel Baron Eckstein in Paris zurück, der ihn gleichzeitig zurückrufen ließ. Dieser handelte vermutlich im Auftrag vom Justizminister de Serre, der Ferdinand Johannes Wit von Dörring an Freunde in England empfohlen hatte und sich durch dessen revolutionäre Auftritte kompromittiert fühlte und dessen Übersiedlung nach Paris wünschte, um ihn besser beobachten zu können. Die englischen Häfen hatten Anweisung ihn nicht mehr nach England einzulassen.

### Aufenthalt in Paris (1820)
Nach seiner Ankunft in Paris wurde er von der Geheimpolizei überwacht, schrieb aber weiterhin Berichte für die englische Zeitung „Morning Chronicle“, traf seine Bekannten von seinem ersten Aufenthalt wieder und nahm Kontakt zu einflussreichen Persönlichkeiten auf. Im Frühsommer 1820 traf er mit Karl Follen zusammen, der sich in Paris aufhielt. Er vertrat aber Karl Follens revolutionäres Anliegen nicht mehr mit der gleichen Vehemenz wie noch in London. Er hatte als unmittelbarer Augenzeuge der Ermordung des bourbonischen Thronfolgers Charles Ferdinand d’Artois am 14. Februar zugesehen und begann anschließend sich innerlich von allen revolutionären Ansichten zu distanzieren. Nach außen hielt er aber den Schein aufrecht, Anhänger von gewaltsamen Veränderungen der politischen Verhältnisse zu sein, jedoch in seinen späteren Schriften stellte er dar, wie sehr er sein damaliges Verhalten bedauere.
In Paris oder erst Ende 1820 in der Schweiz wurde er Mitglied einer Freimaurerloge. Er wurde bekannt mit Marc-René de Voyer de Paulmy d’Argenson (1771–1842), General Marie-Joseph Motier, Marquis de La Fayette, Auguste Comte und mit Charles Dunoyer, dem Herausgeber des „Le Censeur“. Aufgrund seiner verwandtschaftlichen Beziehungen kam er auch mit Mitgliedern aus Regierungskreisen in Berührung. Von Karl Follen erfuhr er von geheimen Umsturzplänen in Frankreich und dass die Verschwörer durch die Freimaurer unterstützt würden.
Im Sommer 1820 gab es in Frankreich einen Plan, den französischen König Ludwig XVIII. zu ermorden, sowie eine Verabredung von Karl Follen mit französischen Revolutionären; auch diese Informationen verriet er dem Comte de Serre und dem Minister des Inneren Élie Decazes.
Er versuchte zwischen französischen und italienischen Umstürzlern sowie den Revolutionären an verschiedenen deutschen Universitäten, für die Karl Follen in Paris agierte zu vermitteln. Hierbei gab er die erhaltenen Informationen auch an den Justizminister de Serre weiter, wie er später in seinen „Fragmenten“ darstellte. De Serre konnte Ferdinand Johannes Wit von Dörring überzeugen, dass ein Regierungswechsel nicht von unten und durch Gewalt zu fördern sei, sondern nur mit einer freien Verfassung von oben gelingen könne.

### Aufenthalt in der Schweiz (1820)
Um einem erneuten Auslieferungsantrag zu entgehen, reiste er mit Karl Follen im Juli 1820 in die Schweiz und verbrachte dort längere Zeit bei Karl Christian Ernst von Bentzel-Sternau in Mariahalde bei Erlenbach am Zürichsee; dieser stellte ihm die liberalisierenden Tendenzen eines Teils des süddeutschen Adels vor. Während seines Aufenthaltes erkundete er auch die Möglichkeiten seiner neuen Idee, die Einheit Deutschlands und Italiens durch Bestrebungen der jeweiligen Regierung gemeinsam mit den Aristokraten voranzutreiben.

### Aufenthalt in Paris (1821)
Anfang 1821 kehrte Ferdinand Johannes Wit von Dörring nach Paris zurück. Charles-Maurice de Talleyrand-Périgord, Emmerich Joseph von Dalberg und Élie Decazes hatten eine Partei gebildet, die das Ministerium Richelieu stürzen und die piemontesischen Revolutionäre in ihrem Aufstand gegen Österreich unterstützen wollte. Er verkehrte viel in diesen Kreisen und war mit ihren Plänen sehr vertraut, allerdings lässt sich nicht mehr sagen, welche Rolle er dabei gespielt hat. 

### Aufenthalt in der Schweiz (1821)
Anfang April 1821 reiste er über Nizza und Turin, dort wurde er vorübergehend verhaftet, nach Genf weiter. Er kam in Kontakt zu Carlo Chiricone Klerckon, Herzog von Fra Marino, der für die österreichische Regierung in Neapel und Mailand die Freimaurer sowie den Geheimbund der Carbonari, die für Italien die Unabhängigkeit und eine liberale Verfassung erstrebten, ausspionierte. Unter dem Decknamen Alessandro Ferimundo Werther Domingone wurde er Mitglied der Carbonari. Im Juli 1821 kam er mit dem Trientiner Advokaten Dr. Joachim de Prati, einer der führenden Vertreter der Carbonari in der Schweiz in Kontakt. 

### Verhaftung in der Schweiz
Aufgrund seiner Verbindungen zu Häuptern und Mitgliedern geheimer umstürzlerischer Verbindungen, die über ganz Europa verzweigt waren, setzten die Behörden auf seine Ergreifung ein Kopfgeld aus. Am 20. September 1821 wurde er in Mornex, einem kleinen Dorf in der Nähe von Genf, von piemontesischen Carabinieri verhaftet. Von Mornex wurde er nach Bonneville im Chamony-Tal gebracht. Es folgten die Gefängnisse in Annecy, Chambéry und Anfang November 1821 das Gefängnis von Turin. In seinen Verhören berichtete er über das europäische Geheimbundwesen, allerdings verwob er die Wahrheit auch mit Dichtung. Aufgrund der Vermittlung des österreichischen Feldmarschalls Graf Ferdinand von Bubna und Littitz, der Militärgouverneur von Mailand war, wurde er im Februar 1822 aus der Festungshaft in Turin nach Österreich ausgeliefert und in das Mailänder Gefängnis überführt. Nach seinen eigenen Angaben habe seine Mitgliedschaft bei den Freimaurern zur Einflussnahme des Feldmarschalls geführt, wahrscheinlich hat er aber dem Feldmarschall seine Spitzeldienste angeboten. Ende 1822 unternahm er mit einer Dochtschere einen Selbstmordversuch und wurde daraufhin in eine erleichterte Haft verlegt.

### Flucht
Aus der erleichterten Haft floh er nach Genf. Dies führte dazu, dass er für vogelfrei erklärt und auf seine Ergreifung eine Prämie von 10.000 Lire ausgesetzt wurde. Er hielt sich dann unter falschem Namen in der Schweiz, in München, Frankfurt und beim Grafen Carl von Benzel-Sternau auf dessen Gut Emmerichshofen bei Hanau versteckt. Weil einige Freimaurer Nachteile für sich befürchteten, wurde ihm von dieser Seite jegliche Unterstützung verweigert. Er schlug sich daraufhin nach Basel durch und fand bei einem Wirt in Rheinfelden und bei einem Nervenarzt in Stäfa am Zürichsee Unterschlupf; ihnen hatte er erklärt, er sei ein mit Getreide handelnder Jude aus dem Elsass. Nachdem er dann die Schweiz verlassen hatte, folgten Monate in Süddeutschland unter dem englischen Namen „John Stickley“.

### Verhaftung in Bayern – Auslieferung an Preußen und Haft
Auf der Reise nach Weimar – er wollte Maria Pawlowna, Großherzogin von Sachsen-Weimar-Eisenach, aufsuchen, um ihr einen Brief an ihren Bruder Zar Alexander I. zu übergeben – wurde er am 20. Februar 1824 im Gasthof „Zum Hirschen“ in Bayreuth durch Verrat eines Bekannten verhaftet. In den nun folgenden Vernehmungen zeigte er den Zusammenhang der revolutionären Umtriebe in Italien, Frankreich, der Schweiz und Deutschland auf und berichtete hierzu seinem Vernehmer, Ministerialrat Karl von Abel aus München, der später bayerischer Innenminister wurde, über das Wesen der „Unbedingten“ und die verschiedenen Geheimbünde. Er belastete Karl Follen schwer, indem er über dessen Kontakte zu den Franzosen berichtete, und dass dieser von Karl Ludwig Sand über dessen Plan der Ermordung Kotzebues in Kenntnis gesetzt worden sei; er habe ihm sogar noch das notwendige Reisegeld gegeben.
Ferdinand Johannes Wit von Dörring wurde im Mai 1824 an Preußen ausgeliefert und in Berlin-Köpenick inhaftiert, sein dortiger Vernehmer war Hofrat Johann Karl Friedrich Falkenberg (1781–1851). Diesem gegenüber machte er schriftlich noch weitergehendere Aussagen als er bereits in Bayreuth getätigt hatte. Er berichtete detailliert über den „Jünglingsbund“ und weitere revolutionäre Bewegungen sowohl in Deutschland als auch in Europa. Durch seine Denunziation wurde der französische Philosoph Victor Cousin kurzfristig im Herbst 1824 in Dresden inhaftiert, aber weil die Untersuchung ergebnislos blieb, bald darauf wieder entlassen. Er drängte selbst auf eine gerichtliche Untersuchung gegen sich; sie konnte jedoch nicht begonnen werden, weil keine konkreten Anhaltspunkte vorlagen. Allerdings konnte er auch nicht freigelassen werden, weil die Mainzer Zentraluntersuchungskommission die Akten der polizeilichen Untersuchung erst noch prüfen musste.
Mitte März 1824 erfolgte die Auslieferung nach Wien, weil Klemens Wenzel Lothar von Metternich seine Aussagen verlangte. Dort blieb er bis September 1825 inhaftiert und wurde in dieser Zeit von Josef Graf Sedlnitzky und Hofrat Carl von Braulick vernommen. Ergänzende Aussagen zu dem, was er in Bayreuth und Berlin angegeben hatte, konnte er keine mehr machen. Im Oktober 1825 erfolgte in Hamburg die Auslieferung von Österreich an die dänischen Heimatbehörden und er wurde auf der Festung Friedrichsort in Kiel interniert. Aufgrund eines Bittgesuchs an den dänischen König wurde er am 11. Dezember 1825 in Schleswig auf freien Fuß gesetzt. 1826 lebte er in Neuenbrock im Amt Steinburg. Weil er 1827 gegen Aufenthaltsbeschränkungen verstieß, wurde er nochmals für sechs Monate festgesetzt. Aus dieser Zeit stammen auch seine biographischen „Fragmente“ und „Lucubrationen eines Staatsgefangenen“.

### Nach der Haft
Ferdinand Johannes Wit von Dörring zog 1827 nach Hamburg und machte dort die Bekanntschaft mit Heinrich Heine, der über ihn sagte, „... hätte ich Macht ließe ich ihn hängen“. Er lebte zeitweise in Braunschweig und beteiligte sich publizistisch an der Auseinandersetzung zwischen Karl II. und dem hannoverschen Hof unter dem Minister Ernst Friedrich Herbert zu Münster. Später war er in München, wurde dort jedoch rasch wieder ausgewiesen. Seit März 1828 hielt er sich in Weimar auf und drängte in die Nähe Johann Wolfgang von Goethe. Dieser hatte seine „Fragmente“ gelesen und ihn aus purer Neugier empfangen. Aufgrund von Ferdinand Johannes Wit von Dörrings Indiskretion, Geschwätzigkeit und Prahlerei brach er das Treffen jedoch abrupt ab und verließ den Raum mit den Worten: „Sie rühmen sich in Ihrem Buche, mein Bester, wie Sie das Talent hätten, jeden bei der ersten Zusammenkunft für sich einzunehmen. Damit mir das nun nicht widerfährt, leben Sie wohl!“ 
Am 2. Februar 1829 heiratete Wit von Dörring in Weimar die Witwe Emilie Keller (* 13. März 1799 in Rothenburg; † 31. Januar 1854) geb. von Gössel, die einzige Tochter des landgräflich hessisch-rothenburgischen Gesandten am Weimarer Hof. Sie besaß in Urbanowitz bei Pawlowitzke in Oberschlesien ein Gut. Er plante das Gut zu bewirtschaften und ersuchte am 16. März darum, sich für sechs Monate dorthin begeben zu dürfen. Das Gesuch wurde jedoch durch die preußische Regierung abgelehnt. Auch eine spätere Eingabe seiner Ehefrau blieb erfolglos. Aufgrund der Veröffentlichung seiner Streitschrift von 1828 um den Herzog von Braunschweig, verweigerte ihm der preußische Minister des Inneren Friedrich von Schuckmann den Aufenthalt in Preußen. 1831 gestellte Anträge, sich in Kassel niederzulassen, wurden ebenfalls abgelehnt, hier war die 1818 erfolgte Auseinandersetzung mit den hessischen Offizieren in Fulda der Grund für die Untersagung der Aufenthaltsgenehmigung.
Im Juni 1832 erhielt er von der preußischen Regierung die Erlaubnis, sich mit seiner Frau in Urbanowitz niederzulassen. Er ging in der Verwaltung des Gutes auf und versuchte, sich von staatspolitischen Fragen fernzuhalten. Er achtete auch darauf, dass seine vier Kinder nicht mit diesen Fragen und dem Staatsdienst in Berührung kamen.
1840 verlegte die Familie ihren Wohnsitz auf das gekaufte Gut Pschow im Kreis Rybnik, zu dem eine Kohlengrube, Stein- und Gipsbrüche sowie die einzigen Schwefelquellen in Oberschlesien gehörten. Er eignete sich autodidaktisch die erforderlichen mineralogischen und geologischen Kenntnisse an. Er engagierte sich publizistisch und auch sozial für die Mäßigkeitsbewegung, die sich gegen das Branntweintrinken aussprach. Hinzu kam sein Engagement 1847/48 gegen den Hungertyphus. Aus seinen privaten Mitteln finanzierte er 1848 den Bau eines Waisenhauses für etwa sechzig Kinder auf seinem Besitz. Er war auch als Patronatsherr an der Errichtung einer Wallfahrtskirche in Pschow in der Zeit von 1846 bis 1849 beteiligt.
1847 nahm er seine politische Tätigkeit wieder auf. Im September trat er bei einer Versammlung deutscher Land- und Forstwirte in Kiel auf. Aus heute unklaren Gründen kam es hierbei zu heftigen Protesten von Studenten gegen Ferdinand Johannes Wit von Dörring. Es kann jedoch damit zusammen hängen, dass er sich nach einem Sinneswandel zwischenzeitlich ultramontanen (streng päpstlich) Kreisen anschloss und plante eine aristokratische Partei zu gründen. Dies wurde auch deutlich durch seine journalistischen Veröffentlichungen, in denen monarchistische Tendenzen zu erkennen waren.
Am 2. Juni 1848 hielt er sich in Breslau auf und wollte die revolutionären Unruhen beobachten, hatte sich dann aber in den Reihen der Reaktion nach vorne gedrängt und durch seine Reden den Unmut der Einwohner auf sich gezogen. Diese veranstalteten am Abend eine „Katzenmusik“ vor seinem Hotel „de Silésie“, hierauf flüchtete er auf die Hauptwache der Polizei. Am nächsten Tag wurde er von der Bevölkerung aus einer Weinhandlung herausgeholt und unter Beschimpfungen und Schlägen gewaltsam zu Bahnhof gebracht und gezwungen, die Stadt mit der Bahn zu verlassen. Als er am 25. August 1848 erneut in die Stadt kam, forderte die Breslauer Bevölkerung erneut seine gewaltsame Entfernung. Eine Bürgerwehr nahm ihm einige Waffen ab, die er bei sich trug und führte ihn schützend in sein Hotel. Noch in der gleichen Nacht musste er im Schutz der Bürgerwehr die Stadt verlassen. Einige Zeit darauf zog er sich aus der Öffentlichkeit zurück.
1859 sollte in Österreich ein Büro für Öffentlichkeitsarbeit („Preßbüro“) eingerichtet werden und bei der Suche nach einem Büroleiter fiel die Wahl des Ministers des Auswärtigen, Johann Bernhard Graf von Rechberg und Rothenlöwen auf Ferdinand Johannes Wit von Dörring. Dieser sprach mehrere Sprachen, war Mitarbeiter verschiedener angesehener deutscher und ausländischer Zeitungen und verfügte über wichtige Kontakte. Nachdem er seinen neuen Posten angetreten hatte, kündigte er bereits nach kurzer Zeit aufgrund mangelnder Unterstützung in seinem Mitarbeiter-Stab die Tätigkeit wieder, hierbei spielte auch seine schlechte gesundheitliche Verfassung eine Rolle.
Am 31. Januar 1854 verstarb seine Ehefrau und er musste 1860 das Gut wegen Überschuldung verkaufen.
Ferdinand Johannes Wit von Dörring verstarb während eines Kuraufenthaltes in Meran; sein Grab befindet sich auf dem evangelischen Friedhof in Meran.

## Werke (Auswahl)
- Die revolutionären Umtriebe in der Schweiz: Worte der Warnung; einer hohen Tagsatzung und allen ächten Schweizern gewiedmet. Glarus: Freuler, 1823.
- Wilhelm Hauff; Ferdinand Johannes Wit von Dörring: Mitteilungen aus den Memoiren des Satan. Stuttgart: Franckh, 1826.
- Beleuchtung der Schrift: Ueber das Wesen und Unwesen des Deutschen Theaters ; Nebst Agonien der Hamburger Bühne seit dem Mit-Directorio des Herrn Lebrun. Hamburg Hoffmann 1827
- Lucubrationen eines Staatsgefangenen niedergeschrieben in dem Criminal-Gefängnisse zu Turin, Mailand, Bairuth, Berlin, Wien. Braunschweig Vieweg 1827
- Teutsche Jugend in Weiland Burschenschaften und Turngemeinden: Materialien zu dem verheissenen ersten Theile der Fragmente aus dem Leben des Abentheurers Fer. Johannes Wit, gen. von Dörring: mit Bezugnahme auf des Hrn. Majors v. Lindenfels freisinnige Bemerkungen über den zweiten Theil dieser Fragmente. Magdeburg: Heinrichshofen, 1828.
- Versuch die Mißverständnisse zu heben, welche zwischen dem Könige von England und dem Herzoge von Braunschweig durch den Grafen Ernst von Münster herbeigeführt worden: aus officiellen Quellen. Hamburg: Hoffmann u. Campe, 1828.
- Der Teufel in München und der gefallene Engel: Phantasie und Erzählung begründet im Leben der neuesten Zeit. Stuttgart, 1829
- Die Diplomaten. Hamburg Hoffmann & Campe 1830
- Fragmente aus meinem Leben und meiner Zeit. Leipzig 1830
- Politisches Taschenbuch für das Jahr 1830–1831. Hamburg: Bei Hoffmann und Campe, 1830–1831
- Was uns Noth thut! Ein ehrerbietiges und freies Wort, seinem Fürsten und seinen Landsleuten gewidmet. Hamburg Hoffmann und Campe 1831
- Meine Berufung an das Publikum. Leipzig 1832.
- Mein Jugendleben und meine Reisen; Ergänzung der Fragmente aus meinem Leben und meiner Zeit. Leipzig, Wigand, 1833
- Schilderungen und Begebnisse eines Vielgereisten der ausruht. Leipzig Wigand 1836
- Ansichten, ausgesprochen bei der ersten Versammlung deutscher Landwirte. Dresden, 1837
- Aufruf an meine edlen norddeutschen Mitbrüder für sechstausend nackte hungernde Waisen. Pschow, 1848.
- Wie bekannt, hat unser volksthümliches verantwortliches Ministerium den König ersucht, den Prinzen von Preussen zurückzuberufen. Pschow : Eduard Klein, 1848.